# Eishockey-Europapokal 1972/73
Der Eishockey-Europapokal in der Saison 1972/73 war die achte Austragung des gleichnamigen Wettbewerbs durch die Internationale Eishockey-Föderation IIHF. Der Wettbewerb begann im September 1972; das Finale wurde im November 1973 und August 1974 ausgespielt. Insgesamt nahmen 16 Mannschaften teil. Der ZSKA Moskau verteidigte zum vierten Mal in Folge den Titel.

## Modus und Teilnehmer
Die Landesmeister des Spieljahres 1971/72 der europäischen Mitglieder der IIHF waren für den Wettbewerb qualifiziert. Der Wettbewerb wurde im K.-o.-System in Hin- und Rückspiel ausgetragen. Der Titelverteidiger ZSKA Moskau sowie der letztjährige Finalist Brynäs IF Gävle aus Schweden waren dabei für das Halbfinale gesetzt.
| - SG Cortina d’Ampezzo - EC Klagenfurter AC - Tilburg Trappers - Düsseldorfer EG - Chamonix Hockey Club - HC La Chaux-de-Fonds - Hasle-Løren IL Oslo - Ferencváros Budapest | - ZSKA Sofia - Podhale Nowy Targ - HK Olimpija Ljubljana - SG Dynamo Weißwasser - Ilves Tampere (gesetzt für die 2. Runde) - ASD Dukla Jihlava (gesetzt für die 2. Runde) - Brynäs IF Gävle (gesetzt für das Halbfinale) - ZSKA Moskau (Titelverteidiger; gesetzt für das Halbfinale) |

## Turnier

### 1. Runde
|                       |                      | Gesamt                        | 1. Spiel                      | 2. Spiel                      |
| --------------------- | -------------------- | ----------------------------- | ----------------------------- | ----------------------------- |
| EC Klagenfurter AC    | SG Dynamo Weißwasser | 5:19                          | 2:10                          | 3:9 (1:0, 1:4, 1:5)           |
| Düsseldorfer EG       | Chamonix Hockey Club | 16:8                          | 11:5                          | 5:3                           |
| HK Olimpija Ljubljana | ZSKA Sofia           | 10:8                          | 2:2                           | 5:5 n. V. → 3:1 n. P.         |
| Tilburg Trappers      | SG Cortina d’Ampezzo | 11:4                          | 5:1                           | 6:3                           |
| Hasle-Løren IL Oslo   | Podhale Nowy Targ    | 5:11                          | 2:5                           | 3:6                           |
| Ferencváros Budapest  | HC La Chaux-de-Fonds | La Chaux-de-Fonds verzichtete | La Chaux-de-Fonds verzichtete | La Chaux-de-Fonds verzichtete |

Ein Freilos für die erste Runde erhielten  Dukla Jihlava und  Ilves Tampere.

### 2. Runde
|                       |                      | Gesamt              | 1. Spiel            | 2. Spiel            |
| --------------------- | -------------------- | ------------------- | ------------------- | ------------------- |
| Tilburg Trappers      | Düsseldorfer EG      | 4:15                | 3:7                 | 1:8                 |
| Podhale Nowy Targ     | SG Dynamo Weißwasser | 4:12                | 4:3                 | 0:9                 |
| HK Olimpija Ljubljana | Ferencváros Budapest | 8:6                 | 3:0                 | 5:6                 |
| ASD Dukla Jihlava     | Ilves Tampere        | Tampere verzichtete | Tampere verzichtete | Tampere verzichtete |

### 3. Runde
|                      |                       | Gesamt | 1. Spiel | 2. Spiel              |
| -------------------- | --------------------- | ------ | -------- | --------------------- |
| SG Dynamo Weißwasser | ASD Dukla Jihlava     | 5:6    | 4:2      | 1:3 n. V. → 0:1 n. P. |
| Düsseldorfer EG      | HK Olimpija Ljubljana | 8:5    | 5:3      | 3:2                   |

Ein Freilos für die dritte Runde erhielten die letztjährigen Finalteilnehmer  Brynäs IF Gävle und  ZSKA Moskau.

### Halbfinale
|                 |                   | Gesamt | 1. Spiel | 2. Spiel |
| --------------- | ----------------- | ------ | -------- | -------- |
| Brynäs IF Gävle | Düsseldorfer EG   | 9:5    | 7:3      | 2:2      |
| ZSKA Moskau     | ASD Dukla Jihlava | 9:1    | 6:0      | 3:1      |

### Finale
| 20. November 1973 | Brynäs IF Gävle Håkan Wickberg (36:48) Lars-Göran Nilsson (44:41) | 2:6 (0:1, 1:3, 1:2) | ZSKA Moskau Waleri Charlamow (6:26) Wladimir Petrow (33:49) Wladimir Luttschenko (34:34) Wladimir Petrow (37:35) Boris Michailow (47:09) Boris Michailow (51:09) | Gavlerinken, Gävle Zuschauer: 6.203 |

| 24. August 1974 | ZSKA Moskau Boris Alexandrow (7.) Waleri Charlamow (16.) Wladimir Petrow (19.) Waleri Charlamow (20.) Wladimir Petrow (22.) Wladimir Petrow (31.) Juri Blinow (32.) Wiktor Schluktow (34.) Alexander Woltschkow (36.) Wladimir Petrow (38.) Alexander Woltschkow (48.) Boris Michailow (52.) | 12:2 (4:1, 6:1, 2:0) | Brynäs IF Gävle Martin Karlsson (10.) Lars-Göran Gerdin (40.) | ZSKA-Sportpalast, Moskau Zuschauer: 3.000 |

## Siegermannschaft
| Europapokalsieger ZSKA Moskau | Torhüter: Nikolai Adonin, Wladislaw Tretjak Verteidiger: Juri Blochin, Alexander Gussew, Michail Kowaljow, Wiktor Kuskin, Wladimir Luttschenko, Alexei Woltschenkow, Gennadi Zygankow Angreifer: Boris Alexandrow, Juri Blinow, Waleri Charlamow, Anatoli Firsow, Sergei Glasow, Wladimir Gostjuschew, Boris Michailow, Jewgeni Mischakow, Wladimir Petrow, Wladimir Popow, Wiktor Schluktow, Wladimir Trunow, Wladimir Wikulow, Alexander Woltschkow Trainerstab: Anatoli Tarassow, Konstantin Loktew, Weniamin Alexandrow |